# 徐仁
徐仁（1910年8月22日—1992年11月8日），男，安徽芜湖人，中国古植物学家。曾任北京大学教授、中国科学院植物研究所研究员、中国孢粉学会理事长。

## 生平
1933年毕业于清华大学生物系，取得北京大学硕士学位。1946年取得印度勒克瑙大学博士学位。1956年加入九三学社。1980年当选中国科学院学部委员(院士)。